# پائولو ریکاردو
پائولو ریکاردو مشهور به پائولینیو (انگلیسی: Paulinho؛ زادهٔ ۲۳ مهٔ ۲۰۰۵) بازیکن فوتبال اهل برزیل است که در حال حاضر برای واسکو دوگاما در پست مدافع بازی می‌کند.

## دوران باشگاهی
پائولینیو که در تفه به دنیا آمد، در سال ۲۰۱۴ و در سن هشت‌سالگی پس از موفقیت در آزمون ورودی، دوران حرفه‌ای خود را با واسکو دو گاما آغاز کرد. او در سال ۲۰۲۱ نخستین قرارداد حرفه‌ای خود را با این باشگاه امضا کرد، و پیش از آن‌که نخستین بازی غیررسمی خود را در پیروزی دوستانه ۳–۰ برابر تیم آمریکایی اینتر میامی انجام دهد، به تیم اصلی واسکو دو گاما برای اردوی پیش‌فصل ۲۰۲۳ ملحق شد.